# Ачкасов, Александр Иванович
Алекса́ндр Ива́нович Ачка́сов (17 ноября 1897 — 30 января 1963) — генерал-майор, начальник Управления оперативных войск НКВД с 30 июня 1941 по 3 января 1942 года.

## Биография
Родился в семье рабочего-железнодорожника в селе Ясенок Елецкого уезда Орловской губернии. Русский. В 1912 году окончил железнодорожное училище. В 1915 году окончил реальное училище. Принимал участие в Первой мировой войне, в Гражданской и Великой Отечественной войне.
На военную службу был призван в декабре 1915 года. Службу начинал проходить рядовым в 201-м и 277-м пехотных полках 70-й пехотной дивизии (Северный фронт). В октябре 1917 года окончил школу прапорщиков в Гатчине. Служил младшим офицером в Запасной бригаде (г. Торжок Тверской губернии).
В феврале 1918 года присоединился к рядам РККА. В том же году вступил в РКП(б). Командовал ротой 6-го Курского советского полка (г. Старый Оскол), там же был сотрудником уездной чрезвычайной комиссии по борьбе с контрреволюцией (ноябрь 1918 года — май 1919 года), командовал батальоном Курского укрепрайона, действовавшим против войск генерала Деникина. Был контужен в бою, уволен с военной службы по болезни.
Некоторое время партизанил, руководил отделом по работе в деревне, был секретарем уездного комитета партии (г. Старый Оскол, октябрь 1919 года — август 1920 года). В последующем работал следователем и уполномоченным особого отдела 13-й и 4-й армий, 3-го конного корпуса, 9-й кавалерийской дивизии (Южный фронт, войска Украины и Крыма).
С апреля 1923 года назначен на должность уполномоченного пограничных отделений ГПУ в Олевске. С ноября 1924 года по август 1931 года являлся комендантом пограничных участков 20, 23 и 26-го пограничных отрядов НКВД (Славута, Каменец-Подольский, Одесса).
В 1931 году поступил в Военную академию РККА им. М. В. Фрунзе. С августа 1934 года по ноябрь 1935 года служит старшим инспектором отделения боевой подготовки Управления войск НКВД Северо-Кавказского округа (г. Пятигорск), затем — старшим инспектором оперативного отделения Управления пограничной и внутренней охраны НКВД Азово-Черноморского края. Пройдя стажировку, продолжил учёбу в академии, успешно завершил учебу.
В октябре 1937 года назначен начальником 15-го Заславльского погранотряда. В апреле 1939 года назначается командиром 4-й дивизии войск НКВД по охране железнодорожных сооружений. В 1940 году присвоено звание генерал-майора.
В начале Великой Отечественной войны генерал-майор А. И. Ачкасов был выдвинут на руководящий пост начальника Управления оперативных войск НКВД СССР, сменив генерал-лейтенанта П. А. Артемьева.
В связи с тем, что генерал-майор А. И. Ачкасов не справился с организацией руководящей работы на должности начальника Управления оперативных войск НКВД СССР, Приказом НКВД СССР № 7 от 3 января 1942 года был объявлен строгий выговор, он был понижен в должности и назначен начальником штаба пограничных войск Казахского округа. Приказом МВД СССР № 1624 от 26.10.1947 года с этой должности был отправлен в отставку в связи с болезнью.
Ачкасов Александр Иванович избирался: депутатом Верховного Совета БССР (1938), членом Центрального комитета Коммунистической партии Белоруссии (1938), делегатом XVIII съезда ВКП(б) (1939).
Скончался 30 января 1963 года, похоронен на Байковом кладбище (участок № 46).

## Воинские звания
- капитан (1936);
- майор (15.07.1937);
- комбриг (31.01.1939, минуя звание полковника);
- генерал-майор (4.06.1940).

## Награды
- Орден Ленина (21.02.1945)
- Орден Красного Знамени (15.01.1945)
- Медали СССР
- Именное оружие от коллегии ГПУ Украинской ССР (1930)